# Мост (Чешка)
Мост (чеш. Most) град је у Чешкој Републици, у оквиру историјске покрајине Бохемије. Мост је други по величини град управне јединице Устечки крај, у оквиру којег је седиште засебног округа Мост.
Град Мост је добио име по бројним мостовима (истоветна реч у чешком језику), којима је био премошћен некада мочварни крај данашњег града.

## Географија
Мост се налази у северозападном делу Чешке републике, близу границе са Немачком. Град је удаљен од 100 km северозападно од главног града Прага, а од оближњег Уста на Лаби 35 km западно.

### Рељеф
Мост се налази у северном делу историјске области Бохемије. Град се налази у долини реке Билине на приближно 230 m надморске висине. Северно од града уздижу се Крушне горе, а јужно Липске горе.

### Клима
Клима области Мосту је умерено континентална.

### Воде
Град Мост се налази на реци Билини, притоци реке Лабе. Река протиче северним ободом града.

## Историја
Подручје Моста било је насељено још у доба праисторије. Насеље под данашњим називом први пут се у писаним документима спомиње у 1040. године, а насеље је 1238. године добило градска права. У 14. веку у граду се насељавају Немци, који потепено постају претежно градско становништво.
1919. године Мост је постао део новоосноване Чехословачке. 1938. године Мост, као насеље са немачком већином, је отцепљен од Чехословачке и припојено Трећем рајху у склопу Судетских области. После Другог светског рата месни Немци су се присилно иселили из града у матицу. На њихове место дошли су Чеци из осталицх делова државе исто као Роми из данашње Словачке. У време комунизма град је због великог рудника угља поново изграђен неколика километара јужно и стари део срушен. Само стара готичка црква и неколико зграда је остало на крају новог рудника. После 1989. г и трнаформације економичке структуре дошло је до опадања активности тешке индустрије и до проблема са преструктурирањем привреде. Нове власти су одлучили да се неће више добити толико угља као пре и због тога порастала је незапосленост и сиромаштво.

## Становништво
Мост данас има око 67.000 становника и последњих година број становника у граду стагнира. Поред Чеха у граду живе и Словаци и Роми.

## Партнерски градови
- Лахти
- Букурешт

## Галерија
- Градски облакодер
- Обласни музеј
- Градски саобраћајни коридор